# Lazarus A.D.
Lazarus A.D. is een thrashmetalband uit Kenosha in de Amerikaanse staat Wisconsin. De band heette in eerste instantie Lazarus, maar na hun contract met Metal Blade Records werd de naam veranderd, omdat een andere band al van de naam gebruikmaakte.

## Leden
- Jeff Paulick, leadzang, basgitaar
- Dan Gapen, leadgitaar, achtergrondstem
- Alex Lackner, slaggitaar
- Ryan Shutler, drums

## Discografie
- The Onslaught (2009)
- Black Rivers Flow (2011)